# Dragoș Panaitescu-Rapan
Dragoș S. Panaitescu-Rapan (ur. 3 września 1944 w Budapeszcie) – rumuński bobsleista, pilot, uczestnik trzech Igrzysk Olimpijskich w Sapporo w 1972, w Innsbrucku 1976 i w Lake Placid 1980.

## Igrzyska Olimpijskie
Dragoș Panaitescu-Rapan brał udział 3 razy w Igrzyskach Olimpijskich. W debiucie wystąpił w dwójce z innym debiutantem Dumitru Focșeneanu, zajmując 12. miejsce.
Cztery lata później w Innsbrucku Dragoș Panaitescu-Rapan wystąpił zarówno w dwójce Costelem Ionescu z którym zajął jak poprzednio 12. miejsce. W czwórce w składzie Dragoș Panaitescu-Rapan, Paul Neagu, Costel Ionescu, Gheorghe Lixandru, reprezentanci Rumunii zajęli 8. miejsce przegrywając z Niemcami (zarówno z RFN, jak i NRD), Austriakami i Szwajcarami, a wygrywając z załogą najbardziej utytułowanego rumuńskiego bobsleisty Iona Panțuru.
Na Zimowych Igrzyskach Olimpijskich w 1980 Dragoș Panaitescu-Rapan uczestniczył zarówno w dwójkach jak i czwórkach. W dwójkach występował z hamulcowym Gheorghiem Lixandru zajął 11. miejsce. W czwórkach reprezentacja Rumunii w składzie Dragoș Panaitescu-Rapan, Dorel Cristudor, Sandu Mitrofan, Gheorghe Lixandru zajęła 8. miejsce.